# 奧克維爾 (印地安納州)
奧克維爾（英語：Oakville）是位於美國印地安納州特拉華縣的一個非建制地區。該地的面積和人口皆未知。

## 地理
奧克維爾的座標為40°04′45″N 85°23′26″W / 40.07917°N 85.39056°W，而該地的平均海拔高度為308米（即1010英尺）。